# Berlin Cosmopolitan School
Die Berlin Cosmopolitan School (BCS) ist eine gemeinnützige internationale Schule in Berlin. Die Schule umfasst Kindergarten, Vorschule, Grundschule und Gymnasium. Die Berlin Cosmopolitan School gehört zum Netzwerk der International Baccalaureate (IB) World Schools und bietet in der Grundschule das Primary Years Programme (PYP) an. Das IB Diploma (DP) des Gymnasiums der Berlin Cosmopolitan School ist ein international anerkannter Schulabschluss.

## Geschichte
2004 gründete die Berlin Cosmopolitan School ihren Kindergarten und ihre Vorschule, 2007 die staatlich genehmigte Grundschule und 2009 das Gymnasium. Die Hauptunterrichtssprache ist Englisch sowie in einigen Unterrichtsfächern Deutsch. 2014 erhielt die Schule die offizielle staatliche Anerkennung für das Gymnasium (Anerkanntes Gymnasium/Sekundarstufe II). 2018 erreichten die Abiturienten der Berlin Cosmopolitan School den drittbesten Notendurchschnitt aller Berliner Gymnasien. 2019 gab es für die Schule bei sieben Abiturienten mit 1,39 den besten Abiturnotenschnitt aller Berliner Gymnasien. 2022 erreichten die Abiturientinnen und Abiturienten der Berlin Cosmopolitan School den besten Notendurchschnitt aller Berliner Gymnasien.
Träger der Schule ist die Europäische Bildungsstiftung gGmbH (EBS).
Die Schule führt regelmäßig Veranstaltungen mit Persönlichkeiten aus Kunst und Kultur, Politik und Gesellschaft durch, z. B. im Jahr 2018 den Safer Internet Day mit Staatssekretär Ralf Kleindiek vom Bundesministerium für Familie, Senioren, Frauen und Jugend. Yvonne Wende wurde für die Gründung der Schule von der Berliner Wirtschaftssenatorin Ramona Pop mit dem 2. Platz beim Berliner Unternehmerinnenpreis 2018/2019 ausgezeichnet.

### Engagement für die Natur und den Umweltschutz
Seit 2017 hat die Berlin Cosmopolitan School einen eigenen Schulwald in Prenden. Wöchentlich findet für die sechsten Klassen ein ganzer Schultag im Wald statt. Auch die anderen Schüler erkunden und lernen regelmäßig im Wald. Durch Methoden und Unterrichtseinheiten in der Natur will die BCS ihre Schüler für einen respektvollen, aufgeklärten und mitfühlenden Umgang mit der Umwelt und der Welt im Allgemeinen vorbereiten.

### Naturnaher Lernort Müggelsee
Das bilinguale Konzept der Berlin Cosmopolitan School nutzt die Natur am Müggelsee als „dritten Pädagogen“. Das existierende Modell wird derzeit erweitert, indem Schüler ab der ersten Klasse und Kindergartenkinder während der regelmäßigen, wöchentlichen Ausflüge zum Müggelsee in der Natur unterrichtet werden.

## Kontroversen in der öffentlichen Wahrnehmung

### Schulessen
Hans-Ulrich Grimm ging in seinem Buch Vom Verzehr wird abgeraten ausführlich auf das spezielle Ernährungsprogramm der Berlin Cosmopolitan School ein.
2012 haben die Eltern der Berlin Cosmopolitan School zusammen mit dem Chefkoch Hartmut Keuchel, Vorsitzender der Berlin-Brandenburgischen Innung Gastronomie, eine Initiative für die schuleigene Küche ins Leben gerufen. Das Team der Cosmo-Cookery bereitet täglich bis zu 1.000 gesunde Mittagessen vor. Zusätzlich wird jeden Morgen den Schülern des Gymnasiums ein Brunch-Büfett angeboten.

### Schulgebühren
Anfang 2012 wurde nach einer starken Schulgebührenerhöhung vom Berliner Senat eine Überprüfung des Schulträgers angekündigt.
In einer Studie von 2016 machten zwei Wissenschaftler des Wissenschaftszentrum Berlin für Sozialforschung (WZB) Berliner Privatschulen, darunter ausdrücklich auch der Cosmopolitan School, den Vorwurf, sie würden von den Eltern zu hohe Beiträge erheben. Damit werde das in der Verfassung verankerte Prinzip, dass „eine Sonderung der Schüler nach den Besitzverhältnissen der Eltern nicht gefördert wird“, missachtet. Dieser Vorwurf wurde in der Öffentlichkeit aufgegriffen und führte zu einer verstärkten Überprüfung der Schule. Die Berlin Cosmopolitan School erhebt entsprechend der Vorgabe des Berliner Senats einkommensabhängige Schulgebühren. Auch die besonders guten Abiturnoten der Schule wurden in der Presse diskutiert. Die Abiturienten nehmen wie alle anderen Schüler in Berlin am Zentralabitur teil.